# Аджус
А̀джус (на италиански: Aggius; на сардински: Azos, Адзос, на местен диалект Aggju, Агю) е село и община в Южна Италия, провинция Сасари, автономен регион и остров Сардиния. Разположено е на 514 m надморска височина. Населението на общината е 1585 души (към 2012 г.).